# Symmoca christenseni
Symmoca christenseni is een vlinder uit de familie dominomotten (Autostichidae). De wetenschappelijke naam is voor het eerst geldig gepubliceerd in 1982 door Gozmany.
Deze vlinder komt voor in Europa.